# Rurima Rocks
Les Rurima Rocks sont un ensemble de trois îles situées dans la Bay of Plenty, Nouvelle-Zélande. D'une superficie totale de 5,4 hectares, ces trois îles appartiennent aux Maoris. 
Nommées Rurima, Moutoki et Tokata, ces trois petites îles ont un statut de refuge de vie sauvage (wildlife refuge). Elles sont couvertes de forêts de pohutukawas et de broussailles de Coprosma repens (taupatas). 
L'île de Rurima a été débarrassée de sa population de rats polynésiens (Rattus exulans, appelé kiore en maori) en 1986. Elle est la limite nord de l'aire de répartition du lézard Oligosoma infrapunctatum.
Moutoki possède une des quelques colonies de sphénodons de la Bay of Plenty, et la seule population naturelle d'un concombre indigène nommé mawhai.